# Le Nizan
Pour les articles homonymes, voir Nizan.
Le Nizan est une commune du Sud-Ouest de la France, située dans le département de la Gironde, en région Nouvelle-Aquitaine.

## Géographie

### Localisation
La commune du Nizan est située dans le Bazadais, en limite de la haute-Lande-Girondine, à 54 km au sud-est de Bordeaux, chef-lieu du département, à 10 km au sud-sud-ouest de Langon, chef-lieu d'arrondissement et à 8,5 km au nord-ouest de Bazas, ancien chef-lieu de canton.

### Communes limitrophes
Les communes limitrophes en sont Roaillan au nord-nord-ouest, Mazères au nord-est, Aubiac à l'est, Bazas au sud-est, Lignan-de-Bazas au sud sur moins de deux km, Uzeste au sud-ouest, Noaillan à l'ouest et Léogeats au nord-ouest, en quadripoint (point de la surface de la Terre où quatre frontières différentes se rejoignent).
| Léogeats {\displaystyle +} (quadripoint) | Roaillan        | Mazères |
| Noaillan                                 | Nizan           | Aubiac  |
| Uzeste                                   | Lignan-de-Bazas | Bazas   |

### Climat
Pour des articles plus généraux, voir Climat de la Nouvelle-Aquitaine et Climat de la Gironde.
Historiquement, la commune est exposée à un climat océanique aquitain.  
En 2020, Météo-France publie une typologie des climats de la France métropolitaine dans laquelle la commune est exposée à un climat océanique et est dans la région climatique  Aquitaine, Gascogne, caractérisée par une pluviométrie abondante au printemps, modérée en automne, un faible ensoleillement au printemps, un été chaud (19,5 °C), des vents faibles, des brouillards fréquents en automne et en hiver et des orages fréquents en été (15 à 20 jours).
Pour la période 1971-2000, la température annuelle moyenne est de 13 °C, avec une amplitude thermique annuelle de 14,9 °C. Le cumul annuel moyen de précipitations est de 867 mm, avec 11,8 jours de précipitations en janvier et 6,8 jours en juillet. Pour la période 1991-2020, la température moyenne annuelle observée sur la station météorologique la plus proche, située sur la commune de Cazats à 5 km à vol d'oiseau, est de 13,7 °C et le cumul annuel moyen de précipitations est de 825,5 mm,. Pour l'avenir, les paramètres climatiques de la commune estimés pour 2050 selon différents scénarios d'émission de gaz à effet de serre sont consultables sur un site dédié publié par Météo-France en novembre 2022.

## Urbanisme

### Typologie
Au 1er janvier 2024, Le Nizan est catégorisée commune rurale à habitat dispersé, selon la nouvelle grille communale de densité à sept niveaux définie par l'Insee en 2022.
Elle est située hors unité urbaine. Par ailleurs la commune fait partie de l'aire d'attraction de Bordeaux, dont elle est une commune de la couronne,. Cette aire, qui regroupe 275 communes, est catégorisée dans les aires de 700 000 habitants ou plus (hors Paris),.

### Occupation des sols

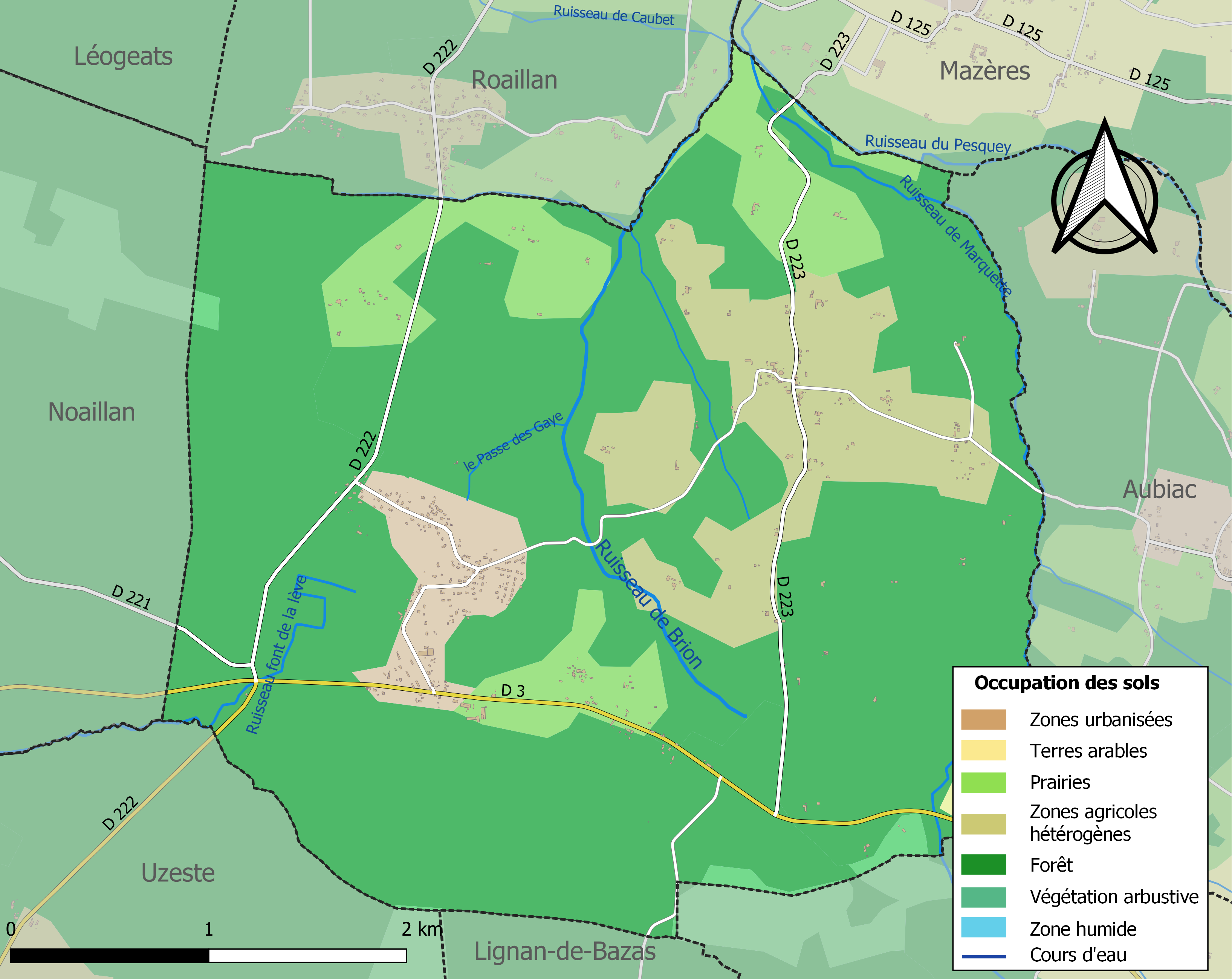
Carte des infrastructures et de l'occupation des sols de la commune en 2018 (CLC).

L'occupation des sols de la commune, telle qu'elle ressort de la base de données européenne d’occupation biophysique des sols Corine Land Cover (CLC), est marquée par l'importance des forêts et milieux semi-naturels (74,9 % en 2018), en diminution par rapport à 1990 (75,9 %). La répartition détaillée en 2018 est la suivante : 
forêts (74,1 %), zones agricoles hétérogènes (11,6 %), prairies (9,4 %), zones urbanisées (3,7 %), milieux à végétation arbustive et/ou herbacée (0,8 %), terres arables (0,4 %). L'évolution de l’occupation des sols de la commune et de ses infrastructures peut être observée sur les différentes représentations cartographiques du territoire : la carte de Cassini (XVIIIe siècle), la carte d'état-major (1820-1866) et les cartes ou photos aériennes de l'IGN pour la période actuelle (1950 à aujourd'hui).

### Voies de communication et transports
Le bourg est traversé par la route départementale D223 qui conduit, au nord, à Roaillan et Mazères et rejoint, au sud, la route départementale D3 qui travers le sud du territoire communal et mène à Bazas vers l'est et à Villandraut vers l'ouest.
L'accès no 03, dit de Langon, à l'autoroute A62 (Bordeaux-Toulouse) se situe à 10 km vers le nord.
L'accès no 1, dit de Bazas, à l'autoroute A65 (Langon-Pau) se situe à 6 km vers le sud-est.
La gare SNCF la plus proche est celle de Langon, à 11 km vers le nord, sur la ligne Bordeaux - Sète du TER Nouvelle-Aquitaine.

### Risques majeurs
Le territoire de la commune du Nizan est vulnérable à différents aléas naturels : météorologiques (tempête, orage, neige, grand froid, canicule ou sécheresse), inondations, feux de forêts, mouvements de terrains et séisme (sismicité très faible). Un site publié par le BRGM permet d'évaluer simplement et rapidement les risques d'un bien localisé soit par son adresse soit par le numéro de sa parcelle.
La commune a été reconnue en état de catastrophe naturelle au titre des dommages causés par les inondations et coulées de boue survenues en 1982, 1983, 1999, 2009 et 2013,.
Le Nizan est exposée au risque de feu de forêt. Depuis le 20 avril 2016, les départements de la Gironde, des Landes et de Lot-et-Garonne disposent d’un règlement interdépartemental de protection de la forêt contre les incendies. Ce règlement vise à mieux prévenir les incendies de forêt, à faciliter les interventions des services et à limiter les conséquences, que ce soit par le débroussaillement, la limitation de l’apport du feu ou la réglementation des activités en forêt. Il définit en particulier cinq niveaux de vigilance croissants auxquels sont associés différentes mesures,.
Les mouvements de terrains susceptibles de se produire sur la commune sont des tassements différentiels.

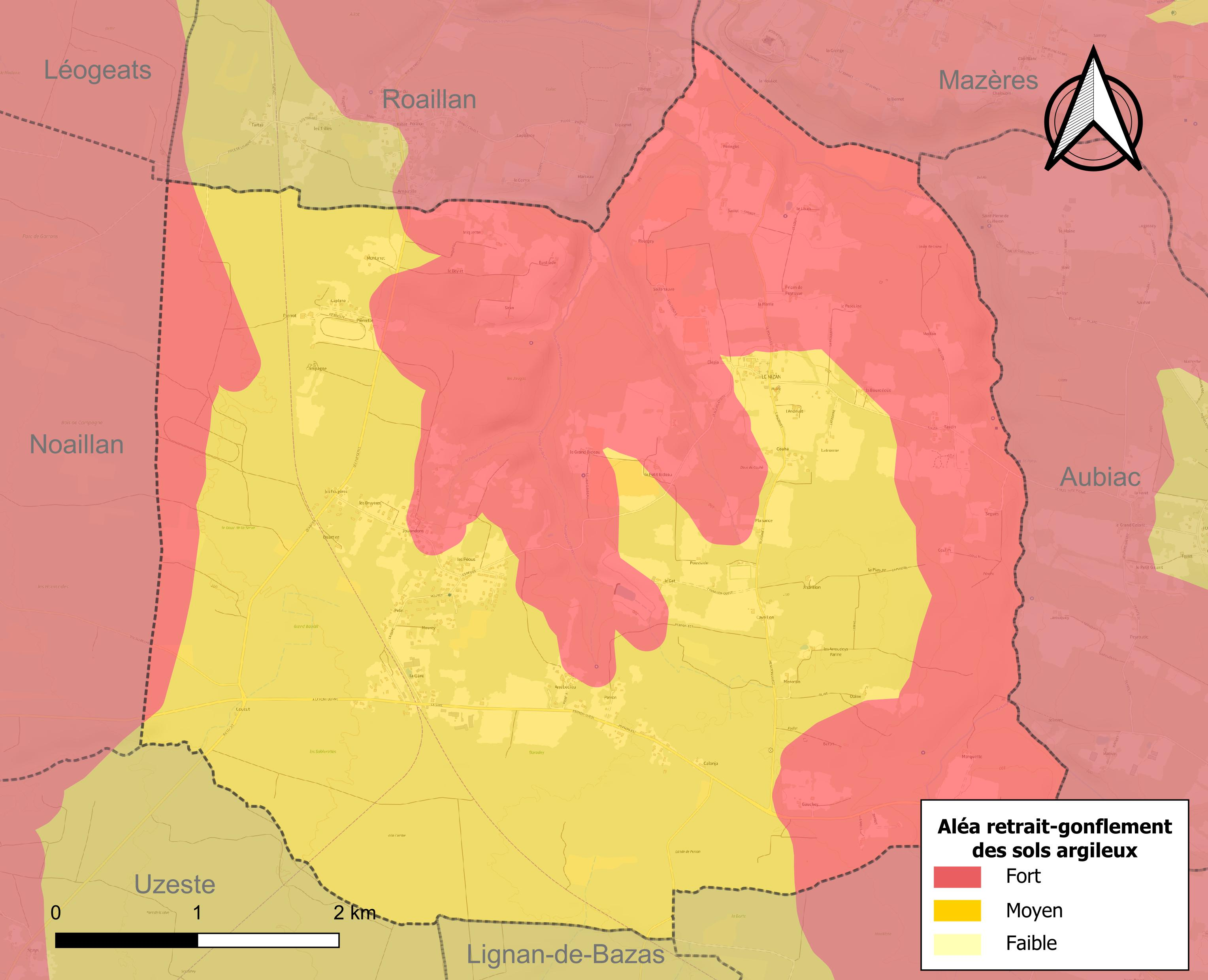
Carte des zones d'aléa retrait-gonflement des sols argileux du Nizan.

Le retrait-gonflement des sols argileux est susceptible d'engendrer des dommages importants aux bâtiments en cas d’alternance de périodes de sécheresse et de pluie. La totalité de la commune est en aléa moyen ou fort (67,4 % au niveau départemental et 48,5 % au niveau national). Sur les 247 bâtiments dénombrés sur la commune en 2019, 247 sont en aléa moyen ou fort, soit 100 %, à comparer aux 84 % au niveau départemental et 54 % au niveau national. Une cartographie de l'exposition du territoire national au retrait gonflement des sols argileux est disponible sur le site du BRGM,.
Par ailleurs, afin de mieux appréhender le risque d’affaissement de terrain, l'inventaire national des cavités souterraines permet de localiser celles situées sur la commune.
Concernant les mouvements de terrains, la commune a été reconnue en état de catastrophe naturelle au titre des dommages causés par la sécheresse en 2002, 2003, 2005, 2011 et 2015 et par des mouvements de terrain en 1999.

## Toponymie
Le nom de la commune proviendrait de l'anthroponyme gallo-romain Anicius.
Le nom gascon de la commune est Lo Nisan.

## Histoire
Au lieu-dit Couhé, à environ 300 mètres au sud du bourg, la présence d’un tumulus daté du VIe siècle av. J.-C., haut d'une douzaine de mètres et ceint d'un fossé d'une circonférence d'environ 100 mètres atteste d'un peuplement très ancien.
La paroisse Saint-Martin date de l'érection de l'église par les Templiers, au XIe siècle. Une maison templière leur est également due, construction dont ne subsiste qu'une fenêtre dépendant soit de la commanderie de Bazas, soit de celle de Beaulac.
Au Moyen Âge, cette paroisse relève de la juridiction du château de Roquetaillade, aujourd'hui situé sur la commune de Mazères.
À la Révolution, la paroisse Saint-Martin du Nizan forme la commune du Nizan.

## Démographie
Les habitants sont appelés les Nizanais.
L'évolution du nombre d'habitants est connue à travers les recensements de la population effectués dans la commune depuis 1793. Pour les communes de moins de 10 000 habitants, une enquête de recensement portant sur toute la population est réalisée tous les cinq ans, les populations de référence des années intermédiaires étant quant à elles estimées par interpolation ou extrapolation. Pour la commune, le premier recensement exhaustif entrant dans le cadre du nouveau dispositif a été réalisé en 2005.

En 2022, la commune comptait 506 habitants, en évolution de −0,39 % par rapport à 2016 (Gironde : +6,91 %, France hors Mayotte : +2,11 %).
| 1793 | 1800 | 1806 | 1821 | 1831 | 1836 | 1841 | 1846 | 1851 |
| ---- | ---- | ---- | ---- | ---- | ---- | ---- | ---- | ---- |
| 705  | 596  | 621  | 587  | 606  | 594  | 620  | 630  | 560  |

| 1856 | 1861 | 1866 | 1872 | 1876 | 1881 | 1886 | 1891 | 1896 |
| ---- | ---- | ---- | ---- | ---- | ---- | ---- | ---- | ---- |
| 547  | 507  | 573  | 559  | 586  | 542  | 551  | 520  | 515  |

| 1901 | 1906 | 1911 | 1921 | 1926 | 1931 | 1936 | 1946 | 1954 |
| ---- | ---- | ---- | ---- | ---- | ---- | ---- | ---- | ---- |
| 481  | 510  | 506  | 456  | 437  | 444  | 434  | 402  | 418  |

| 1962 | 1968 | 1975 | 1982 | 1990 | 1999 | 2005 | 2006 | 2010 |
| ---- | ---- | ---- | ---- | ---- | ---- | ---- | ---- | ---- |
| 413  | 338  | 297  | 289  | 312  | 349  | 407  | 409  | 411  |

| 2015 | 2020 | 2022 | - | - | - | - | - | - |
| ---- | ---- | ---- | - | - | - | - | - | - |
| 496  | 503  | 506  | - | - | - | - | - | - |

## Lieux et monuments
- L'église Saint-Martin, dont la construction est attribuée aux Templiers, est de style roman et date du XIe siècle ; elle a été remaniée au XVIe siècle en ne conservant que le chœur et l'abside d'origine, puis restaurée en 1954 par l'abbé desservant[34],[35] avec l'aide d'artisans locaux et du sculpteur et peintre Daniel Dufourg qui créa la statue de saint Martin et l'autel[36]. Elle a été inscrite en tant que monument historique en 1912, pour ce chœur et cette abside[37].

## Galerie de photos

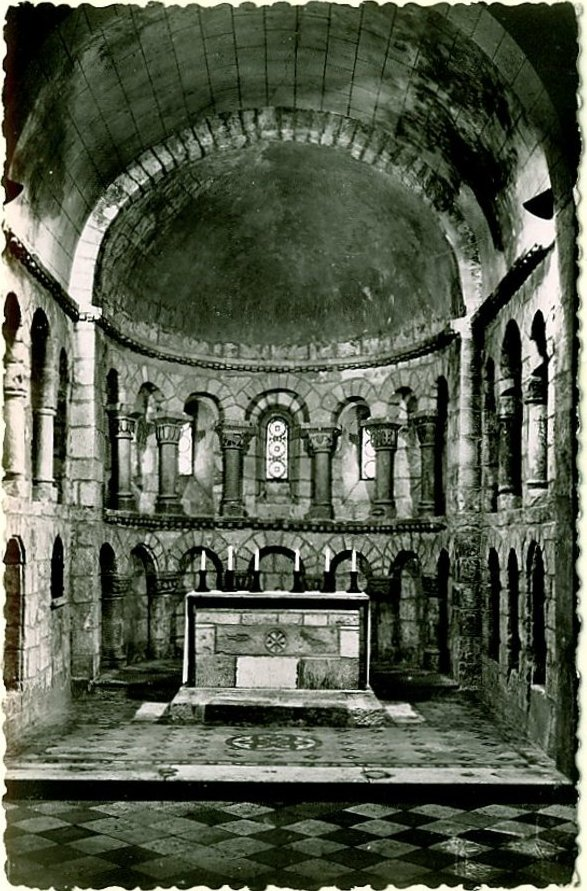
Le chœur
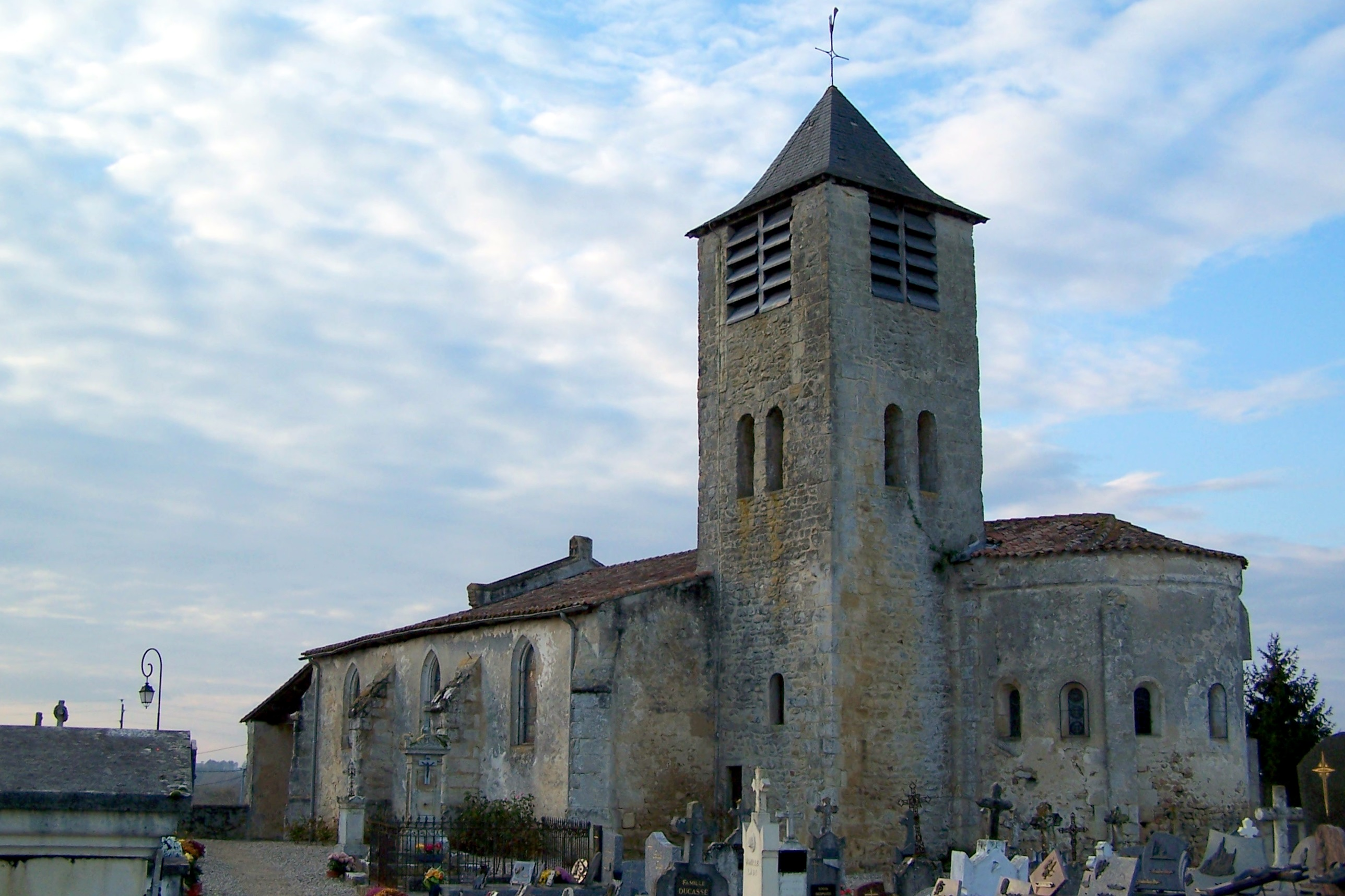
Vue sud-ouest de l'église Saint-Martin (nov. 2010)
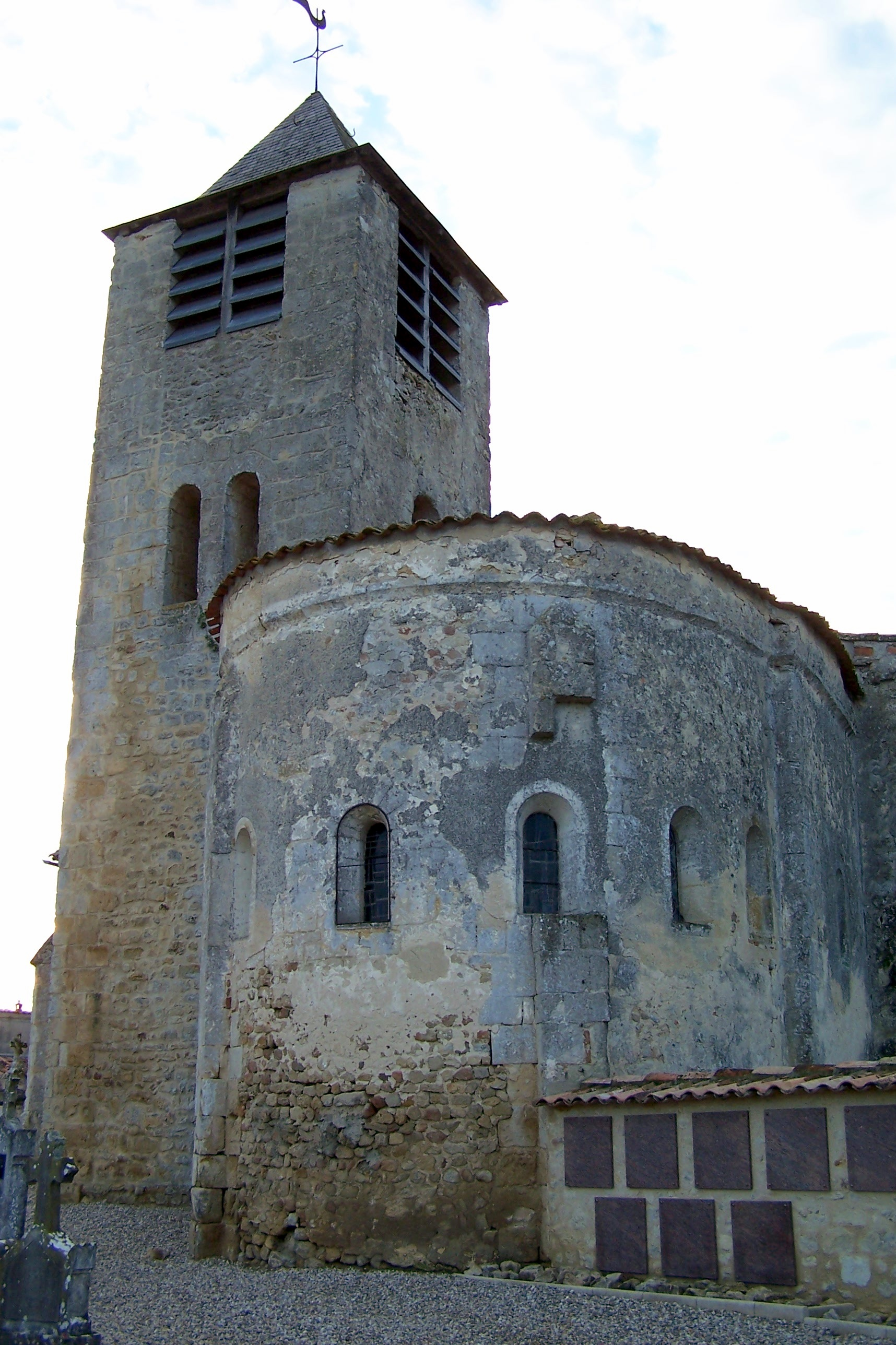
Le chevet de l'église (nov. 2010)
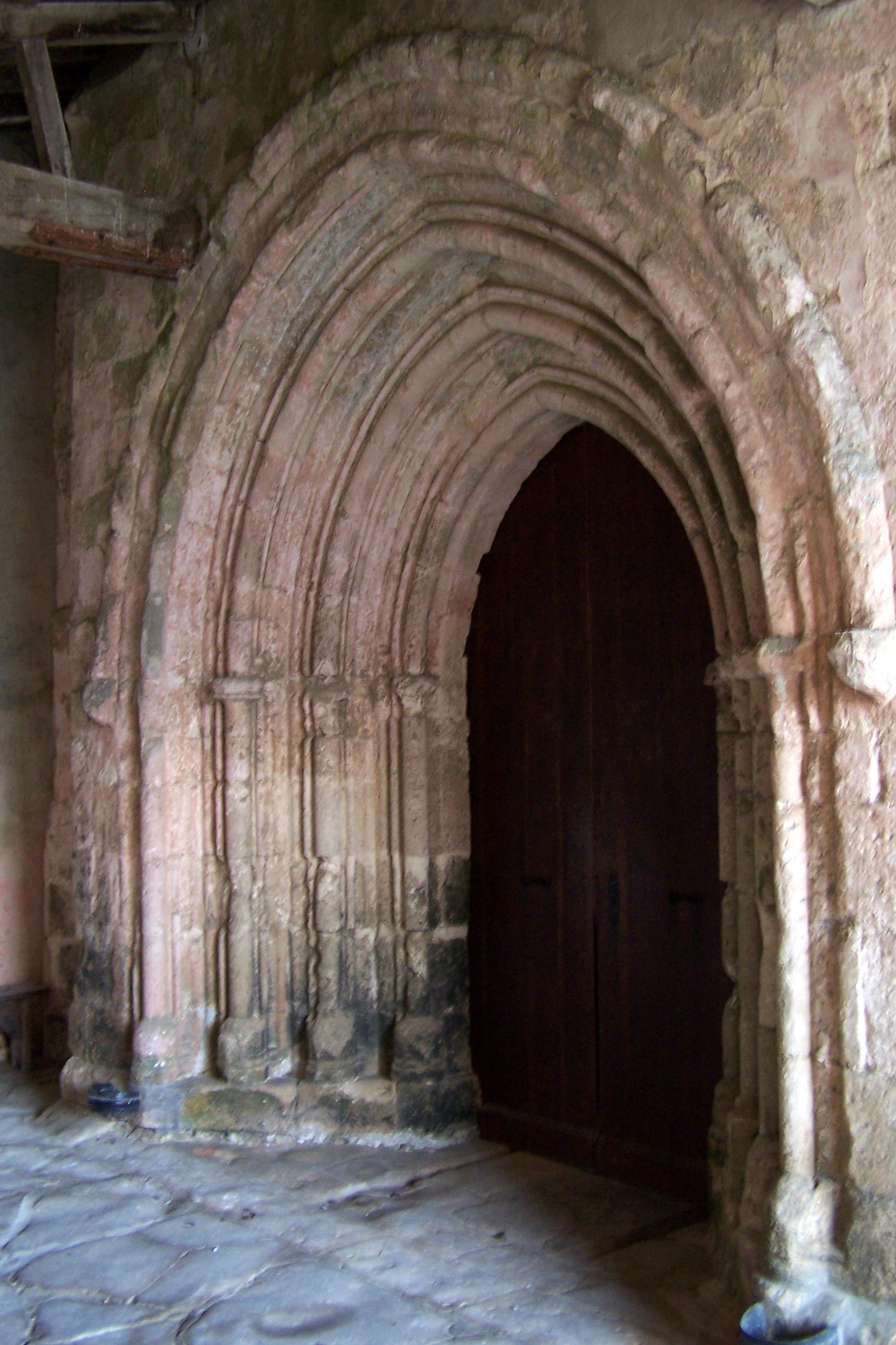
Le portail de l'église (nov. 2010)
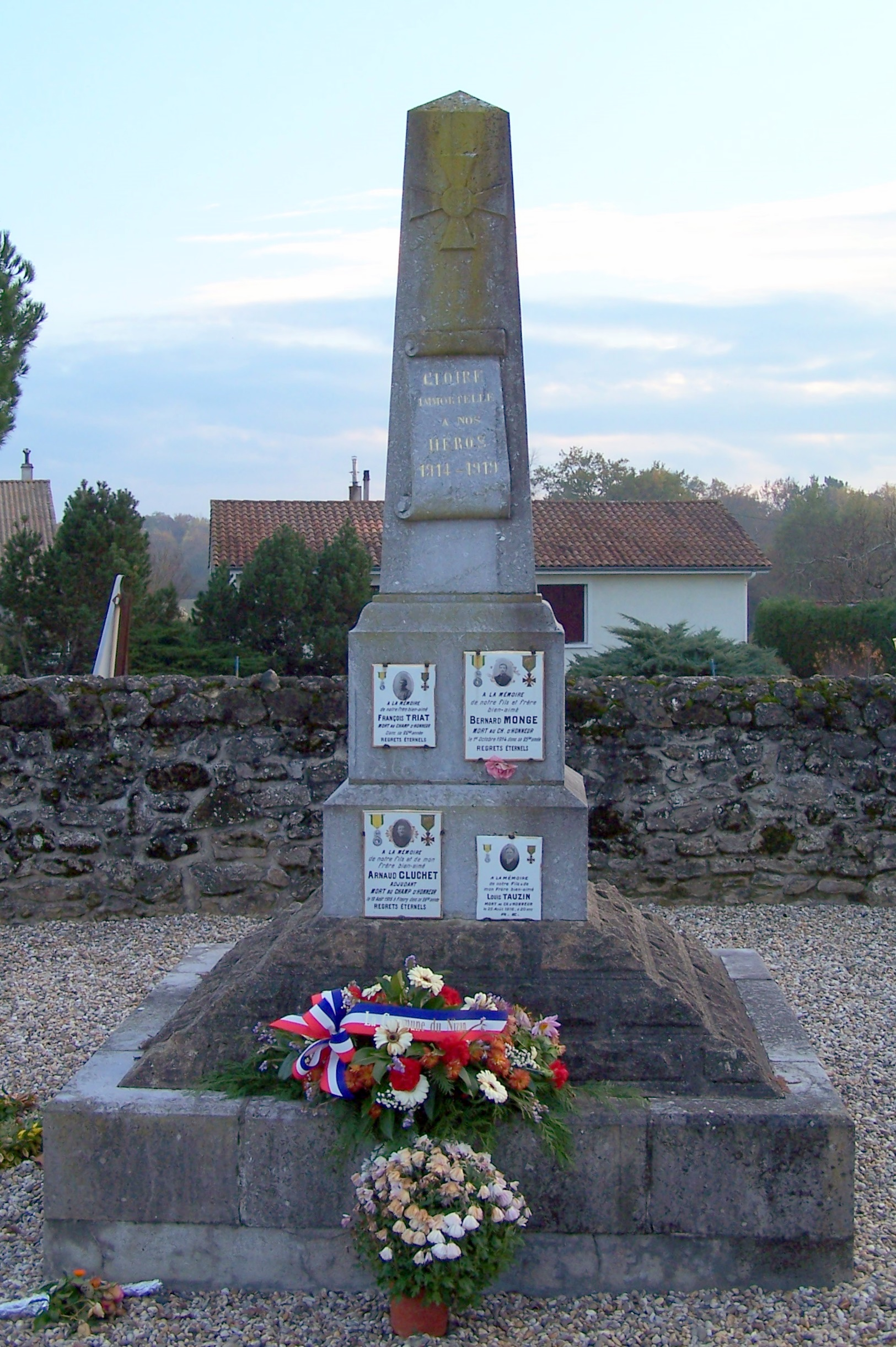
Le monument aux morts (nov. 2010)